# Козулька
Козу́лька —село в Україні, у Жовківській міській громаді Львівського району Львівської області. Орган місцевого самоврядування — Жовківська міська рада. Населення становить 197 осіб (станом на 2001 рік). Село розташоване на північному заході району, біля Яворівського національного природного парку.

## Географія
| Клімат Козульки         | Клімат Козульки | Клімат Козульки | Клімат Козульки | Клімат Козульки | Клімат Козульки | Клімат Козульки | Клімат Козульки | Клімат Козульки | Клімат Козульки | Клімат Козульки | Клімат Козульки | Клімат Козульки | Клімат Козульки |
| Показник                | Січ.            | Лют.            | Бер.            | Квіт.           | Трав.           | Черв.           | Лип.            | Серп.           | Вер.            | Жовт.           | Лист.           | Груд.           | Рік             |
| Середній максимум, °C   | −1,3            | 0,0             | 5,0             | 12,5            | 18,5            | 21,5            | 23,0            | 22,5            | 18,1            | 12,6            | 5,4             | 0,6             | 11,5            |
| Середня температура, °C | −3,9            | −2,5            | 1,7             | 8,0             | 13,4            | 16,3            | 17,7            | 17,1            | 13,3            | 8,3             | 2,7             | −1,6            | 7,5             |
| Середній мінімум, °C    | −6,5            | −4,9            | −1,5            | 3,6             | 8,3             | 11,2            | 12,5            | 11,8            | 8,5             | 4,0             | 0,0             | −3,8            | 3,6             |
| Норма опадів, мм        | 34              | 34              | 39              | 47              | 73              | 89              | 90              | 70              | 58              | 45              | 41              | 45              | 665             |
| ----------------------- | --------------- | --------------- | --------------- | --------------- | --------------- | --------------- | --------------- | --------------- | --------------- | --------------- | --------------- | --------------- | --------------- |
| Джерело:                |                 |                 |                 |                 |                 |                 |                 |                 |                 |                 |                 |                 |                 |

На південний захід від села бере початок річка Кислянка, а також село розташовано на північних околицях Яворівського національного природного парку.

## Історія
Козулька до 1940 року була присілком села Крехів.
12 червня 2020 року, відповідно до розпорядження Кабінету Міністрів України № 718-р «Про визначення адміністративних центрів та затвердження територій територіальних громад Львівської області», село увійшло до складу Жовківської міської громади.
19 липня 2020 року, в результаті адміністративно-територіальної реформи та ліквідації Жовківського району, село увійшло до складу новоствореного Львівського району.

## Населення
Станом на 1989 рік у селі проживали 147 осіб, серед них — 64 чоловіки і 83 жінки.
За даними перепису населення 2001 року у селі проживали 197 осіб. Рідною мовою назвали:
| Мова       | Кількість осіб | Відсоток |
| ---------- | -------------- | -------- |
| українська | 194            | 98,48%   |
| русинська  | 1              | 0,51%    |
| російська  | 1              | 0,51%    |
| молдовська | 1              | 0,51%    |
| інші       | 1              | 0,50%    |